# Pontiac Silver Streak
Als Pontiac Silver Streak werden Ausführungsvarianten mit Chromleisten auf der Motorhaube bezeichnet. 
Siehe
- Pontiac Deluxe Six / Eight 1935 bis 1940
- Pontiac Torpedo Six / Eight 1940 bis 1948
- Pontiac Streamliner Six / Eight 1947 bis 1951.

Die Modelle bekamen teilweise den Schriftzug „Silver Streak“ seitlich auf die Motorhaube.